# Schleswig-Holstein
Schleswig-Holstein (dánul:Slesvig-Holsten; frízül:Slaswik-Holstiinj) Németország legészakibb szövetségi tartománya. A Jylland-félsziget szárának déli felét elfoglaló tartományt északról Dánia, délről Alsó-Szászország, Hamburg és Mecklenburg-Elő-Pomeránia tartományok, míg kelet felől a Balti-, nyugatról az Északi-tenger határolja. 16000 km² területe csaknem teljesen sík, a belföldi jég formálta síkságot a geest kisebb lankái színesítik.
Jellemző tájnyelve az alnémet alapú plattdeutsch.

## Története
A tartomány lakóinak eredetéről sok helynév vall. A germán törzsek vándorlása idején a tartomány déli részét a szászok, a holstenek és a stormanok, míg a nyugati részt a frízek, az északi részt pedig a jütök foglalták el. Schleswig grófság, a mostani tartomány északi fele 1035-ben dán kézbe került, majd mint hűbérbirtokot egyesítették Holsteinnel, s együttesen  Dániával léptek perszonálunióba a 15. század közepétől.
A középkorban két külön hercegség volt, külön törvényekkel, belső renddel. Évszázadokon keresztül fennállt az az állapot, hogy a hercegségek a Német-római Birodalom részei voltak, de hercegük a dán király volt. A 19. században, amikor mind Dániában, mind Németországban megerősödtek a nacionalista mozgalmak, a dánok a hercegségek különállását kívánták megszüntetni, a németek pedig teljesen betagolni Poroszországba. A vita végül háborúhoz vezetett, ez volt a porosz–osztrák–dán háború. Ezután a szóban forgó területet egyesítették és Poroszország Schleswig-Holstein tartománya lett belőlük. Az I. világháború után az északi területeken népszavazást rendeztek, ennek nyomán azt visszacsatolták Dániához  (lásd Párizs környéki békeszerződések). A II. világháború után megszüntették Poroszországot, tartományai önállóan lettek szövetségi államok. Schleswig-Holstein is.

## Települései
- Kiel, Schleswig-Holstein fővárosa. 232 000 lakosa van. A 18. századtól kezdve itt rendezik meg a Kieli hetet. Látványossága a Nikolaikirche (Miklós-templom).
- Lübeck 230 000 lakosa van. Szokták "a Keleti-tengeri kikötővárosok királynőjének" (németül: Königin der Ostseehafenstädte) is nevezni.

## Gazdasága
A tartomány némi olajkincs kivételével nyersanyagban szegény. Az ország más részeihez viszonyítva kevésbé iparosodott. Ipara nagyrészt a keleti partvidék városaiban és Közép-Holsteinben összpontosul.
Kiel, Lübeck, Rendsburg és Flensburg hajógyártásáról ismert, de fejlődésnek indult a gép-, műszer-, elektromos-, és elektronikus ipara is. A tartomány közlekedési híd Skandinávia felé A két tenger közötti személy- és áruforgalom, a vizek és kikötők jövedelme bizonyos mértékig kiegyenlíti az ipar viszonylagos fejletlensége okozta hátrányokat.
Mezőgazdaságában viszont nagyon előrehaladott a szarvasmarhatenyésztés, a hús- és tejfeldolgozás, a halászat és a halfeldolgozás.
Virágzó gazdasági ágai közé tartozik az üdülőipar és az idegenforgalom, kiváltképp a tengerparton és a szigeteken.
Látnivalók:
- Holstein kapu (gótikus stílusban készült)
- Városháza
- Buddenbrook-ház

## Közigazgatás
Schleswig-Holstein tizenegy járásra (Kreis) és négy járási jogú városra (kreisfreie Stadt) oszlik:
1. Dithmarschen
2. Herzogtum Lauenburg
3. Északi Frízföld
4. Ostholstein
5. Pinneberg
6. Plön
7. Rendsburg-Eckernförde
8. Schleswig-Flensburg
9. Segeberg
10. Steinburg
11. Stormarn
12. Kiel (KL)
13. Lübeck (HL)
14. Neumünster (NMS)
15. Flensburg (FL)